# LPR Brakes-Farnese Vini
LPR Brakes-Farnese Vini (código UCI: LPR) fue un equipo ciclista, durante sus últimos años irlandés, fundado en el 2004, de categoría Profesional Continental que participaba en los Circuitos Continentales UCI (principalmente en el UCI Europe Tour), así como en aquellas carreras del UCI World Calendar a las que era invitado. El equipo estuvo integrado en el programa de pasaporte biológico de la UCI, pero no tenía una "Wild Card", por lo que no pudo asistir a las carreras UCI ProTour.
Pese a que corría con licencia irlandesa, el equipo estaba instalado en Italia, siendo la mayoría de sus corredores oriundos de dicho país. Anteriormente, durante su primer año, fue registrado en Italia y después, de 2005 a 2007, en Suiza. 
El equipo, modesto en sus inicios, se hizo conocido para la temporada 2008 al fichar a los veteranos Danilo Di Luca y Alessandro Petacchi, ambos tras cumplir sus respectivas sanciones por dopaje. El equipo se disolvió tras haber despedido a Di Luca por su positivo por CERA en el Giro de Italia 2009 y confirmarse la marcha de Petacchi al Lampre (de categoría UCI ProTour) para 2010.

## Historia

### Auge y caída de veteranos ilustres

#### 2008: llegada de Di Luca y Petacchi
El equipo empezó a ser conocido en noviembre de 2007, cuando fichó a Di Luca (ganador del Giro de Italia en mayo), quien llegó a la formación después de que a finales de la temporada 2007 rescindiera su contrato con el Liquigas (de categoría ProTour) como consecuencia de que se demostrara su implicación en el proceso de dopaje conocido como Oil for Drugs, por el que fue sancionado con tres meses de suspensión.
A mediados de año llegó el veterano velocista italiano Alessandro Petacchi, una vez cumplida su sanción de un año por dopaje tras haber dado positivo por salbutamol en el Giro de Italia 2007.

#### 2009: positivos de Di Luca y Bosisio
El equipo acudió al Giro de Italia con Danilo Di Luca como líder. La actuación de Di Luca en la ronda italiana fue destacada, ya que estuvo luchando hasta el final por la clasificación general, quedando al final en el segundo puesto por detrás de Denis Menchov. Di Luca ganó dos etapas y se adjudicó la maglia ciclamino (puntos), tras haber lucido durante siete etapas la maglia rosa. El equipo ganó otras dos etapas con el veterano velocista Alessandro Petacchi.
Sin embargo, el 22 de julio la UCI anunció que el ciclista había dado positivo por CERA en dos controles antidopaje durante la disputa de la ronda italiana (en concreto, el 20 y el 28 de mayo). El ciclista anunció que pediría el contraanálisis y restó credibilidad al positivo, diciendo que él no era tan estúpido como para tomar una sustancia que le habían dicho que podía dar positivo incluso un mes después de tomarla. El 8 de agosto se anunció que el contraanálisis había dado positivo, confirmando así este caso de dopaje. Tres días más tarde, el 11 de agosto, su hasta entonces equipo LPR le despidió como consecuencia de dicha confirmación, considerándole asimismo despedido con carácter retroactivo desde el 23 de julio (un día después de anunciarse el positivo).
El 1 de septiembre se hizo oficial que Petacchi correría en 2010 con el equipo Lampre, regresando así a un equipo ProTour.
El 6 de octubre la UCI anunció que Gabriele Bosisio, gregario de Di Luca en el Giro, había dado positivo por EPO recombinante en un control sorpresa realizado el 2 de septiembre, tras haberse detectado unos valores anómalos en su pasaporte biológico.

### Desaparición
Tras los positivos de Di Luca y Bosisio, la compañía LPR Brakes anunció que dejaba de patrocinar al equipo, mientras que Farnese Vini se unió como copatrocinador al equipo Lampre. El equipo desapareció al no encontrar Fabio Bordonali un patrocinador que garantizara el presupuesto para la siguiente temporada.
El director deportivo Giovanni Fidanza creó un nuevo equipo para 2010, en el que recalaría parte de la plantilla del extinto LPR Brakes-Farnese Vini. El nuevo proyecto, nombrado De Rosa-Stac Plastic, contó con el respaldo económico del fabricante italiano de bicicletas De Rosa, hasta entonces suministrador del LPR.

## Material ciclista
El equipo utiliza bicicletas fabricadas por la empresa italiana De Rosa.

## Plantilla
Para años anteriores, véase Plantillas del LPR Brakes-Farnese Vini

### Plantilla 2009
| Nombre                 | Nacimiento | Nacionalidad | Equipo 2008                     |
| Lorenzo Bernucci       | 15/09/1979 | Italia       | Cinelli-OPD                     |
| Gabriele Bosisio       | 06/08/1980 | Italia       | LPR Brakes-Ballan               |
| Damiano Caruso         | 05/06/1982 | Italia       | Neorpofesional                  |
| Marco Cattaneo         | 05/06/1982 | Italia       | NGC Medical-OTC Industria Porte |
| Riccardo Chiarini      | 20/02/1984 | Italia       | LPR Brakes-Ballan               |
| Claudio Cucinotta      | 22/01/1982 | Italia       | LPR Brakes-Ballan               |
| Danilo Di Luca         | 02/01/1976 | Italia       | LPR Brakes-Ballan               |
| Giairo Ermeti          | 07/04/1981 | Italia       | LPR Brakes-Ballan               |
| Roberto Ferrari        | 09/03/1983 | Italia       | LPR Brakes-Ballan               |
| Jure Golčer            | 12/07/1977 | Eslovenia    | LPR Brakes-Ballan               |
| Sergio Lagana          | 04/11/1982 | Italia       | LPR Brakes-Ballan               |
| Sergio Marinangeli     | 02/07/1980 | Italia       | LPR Brakes-Ballan               |
| Matteo Montaguti       | 06/01/1984 | Italia       | LPR Brakes-Ballan               |
| Fabio Negri            | 06/12/1982 | Italia       | Neoprofesional                  |
| Alberto Ongarato       | 24/07/1975 | Italia       | Team Milram                     |
| Alessandro Petacchi    | 03/01/1974 | Italia       | LPR Brakes-Ballan               |
| Daniele Pietropolli    | 11/07/1980 | Italia       | LPR Brakes-Ballan               |
| Cristiano Salerno      | 18/02/1985 | Italia       | LPR Brakes-Ballan               |
| Alessandro Spezialetti | 14/01/1975 | Italia       | LPR Brakes-Ballan               |